# Helius dolichorhynchus
Helius dolichorhynchus är en tvåvingeart som beskrevs av Edwards 1933. Helius dolichorhynchus ingår i släktet Helius och familjen småharkrankar. Inga underarter finns listade i Catalogue of Life.